# 강릉시의 시내버스
강릉시의 시내버스는 강원특별자치도 강릉시를 중심으로 운행하는 대중교통 수단이다. 운수업체로는 동진버스, 동해상사고속이 있으며, 노선 번호는 각 권역별로 세자리로 나뉘어 있다.

## 운임 체계

### 기본요금 체계
2018년 10월 26일에 인상된 요금이다.
| 종류 | 나이     | 카드 (원) | 현금 (원) | 종류 | 나이                    | 카드 (원) | 현금 (원) |
| ---- | -------- | --------- | --------- | ---- | ----------------------- | --------- | --------- |
| 좌석 | 단일요금 | 1800      | 2000      | 일반 | 어른 (만 19세 이상)     | 1260      | 1400      |
| 좌석 | 단일요금 | 1800      | 2000      | 일반 | 청소년 (만 13세 ~ 18세) | 1010      | 1120      |
| 좌석 | 단일요금 | 1800      | 2000      | 일반 | 어린이 (만 7세 ~ 12세)  | 630       | 700       |

### 구간 요금
시내 구간에서는 기본 요금만 수수하나 시계를 벗어나면 구간요금이 적용된다. 구간 요금은 107.84원/km 요율로 징수한다. 구간요금은 다음과 같다.
| 구간                    | 나이 | 나이   | 나이   |
| 구간                    | 성인 | 청소년 | 어린이 |
| ----------------------- | ---- | ------ | ------ |
| 322번 : 주문진 ~ 하조대 | 2750 | 2200   | 1370   |

단, 정선군, 평창군, 동해시, 양양군 마을버스 구간은 구간요금이 적용되지 않는다.

### 대체 지급수단
대체 지급수단으로는 교통카드가 있으며, 2008년 12월 22일부터의 시범 시행 이후 2009년 1월 1일부터 정식 시행되고 있다. 공식적으로는 캐시비로 발급되고 있으나, 티머니, 마이비카드 역시 사용할 수 있다.
한편 교통카드 결제 시스템의 정식 시행 이후 보름만인 2009년 1월 중순 경에는 교통카드 이용률이 전체 이용객 중 40%대를, 10월 말에 이르러 65%를 기록할 정도로 이용률이 급속히 늘어났으며, 2009년의 시내버스 이용객 또한 2008년에 비해 10%가량 증가한 것으로 나타났다.

### 환승 할인
2009년 1월 1일 교통카드 도입과 함께 시행된 제도로, 하차 기준으로 40분이내 강릉시 소속 다른 노선의 버스를 이용할 경우 1회 무료로 환승이 가능하며, 2015년 1월 1일부터는 동해시 시내버스와도 환승 할인이 가능하다. 교통카드를 사용해야 하며, 하차 단말기에 교통카드를 대어야 한다. 환승 시 교통카드 잔액이 기본 요금보다 많아야 하며 부족할 경우 환승이 되지 않으니 이에 유의하여야 한다.

## 버스 이용

### 버스 내 안내방송
강릉시의 시내버스는 EB안내방송을 이용하고 있으며, 버스를 운영하는 두 사 모두 동일한 안내방송을 사용한다. 대부분의 안내방송에 영어 안내방송이 삽입되어 있으며, 일부 정류소 안내방송에는 부연 설명이 포함되어있다.
예) 이번 정류소는 '신영극장'입니다. 다음 정류소는 '강릉여고'입니다. This stop is 'ShinYoung theater'. 중앙시장, 성남시장을 방문하실 분들은 이번 승강장에서 하차하여주시기 바랍니다.

### 버스 전광판
강릉시의 모든 시내버스 노선에는 버스 전면에 LED 전광판이 설치되어 있다. 전광판에는 버스 번호, 경유지, 솔향강릉 로고등이 표기된다.

### 버스 도착안내
강릉시 버스 정류소 일부에는 도착안내 LCD 전광판이 설치되어 있으며, 버스 번호와 운영 회사, 도착 예정시간을 실시간으로 보여준다. 또한 음성으로도 안내해준다. 강릉시 버스도착안내를 지원하는 스마트폰 앱으로도 확인 가능하다.

### 와이파이
모든 버스에 무료 와이파이를 이용할 수 있다.
2022년 2월 25일부터 KT 망을 이용한 5G 백홀의 WiFi 6 AP 로 교체되고 있다.
강릉시에서 구축된 버스 WiFi의 SSID 는 Gangneung WiFi 5G / Gangneung WiFi으로 운영되며, 접속 시 자동으로 WiFi 사용안내 페이지가 열리며 인터넷에 연결된다.

## 차량
대부분 디젤버스로 운행하며, 천연가스버스는 없고 소수의 전기버스가 다닌다. 전기버스는 전량 중국산이다.

### 천연가스버스 도입 거부 논란
강릉시청에서는 2013년부터 강릉시에 도시가스 공급이 시작된 이래 2018년 동계 올림픽을 앞두고 대기환경 개선을 위해 천연가스버스 도입을 여러 해 동안 권고해 왔으나, 업체들이 경제성을 이유로 강력하게 거부하여 도입에 실패했다. 업체들은 강릉시의 도시가스 요금이 비싸고 천연가스 충전소를 갖춘 공영 차고지의 조성을 요구했는데 부지 조성 비용이 너무 높은 데다가, CNG의 유가보조금 미지급 문제 및 천연가스버스의 유지보수 비용도 디젤버스에 비해 높아 경제성이 떨어진다는 이유를 들어서 천연가스버스 도입을 사실상 거절했다. 결국 2017년 11월 중국의 상용차 회사인 포톤에서 만든 전기버스인 그린어스 4대를 우선 도입하여 천연가스버스 대신 운행하고 있으며, 이후 킹롱 시티라이트도 도입했다.

## 운행 노선
- 2019년 12월 23일 기준이다.
- 경유지에서 '→'는 편도로만 운행하는 구간이다.
- 굵은 글씨는 회차지이다.
- 보라색으로 표시된 버스는 좌석버스이다.

### 100번대
| 노선 번호 | 운행구간       | 운행구간 | 운행구간             | 경유지 | 운행 횟수                       | 비고                                                                                   |
| --------- | -------------- | -------- | -------------------- | --- | ------------------------------- | -------------------------------------------------------------------------------------- |
| 101       | 안목           | ↔        | 학산(설래)           | 송정한신아파트, 송정동주민센터, 이마트, 오비맥주, 남강초교, 구동해상사, 로얄아파트, 포남시장, 용지각→소방서→강릉역→고용지원센터→적십자입구→교동주유소→시외고속터미널→교동주유소→적십자입구→서부시장→신영극장→남대천, 강릉중입구, 노암현대아파트, 부흥마을, 모산초교, 가축위생사업소→구정초교입구→학산2리마을회관→학산(설래) (회차)→굴산사지→옥봉마을→학산1리→학산둔지→학산부대앞→담산2리→담산1리→학산부대후문→금강사입구→가축위생사업소, (이하 역순), 남대천→강릉여고→용지각, (이하 역순)                                                                                     | 왕복 6.5회                      | 학산 방면 60분 소요 강릉 방면 40분 소요                                                |
| 102       | 안목           | ↔        | 어단리(법왕사)       | 송정한신아파트, 송정노인회관, 송정동주민센터, 이마트, 오비맥주, 남강초교, 구동해상사, 로얄아파트, 포남시장, 용지각→소방서→강릉역→고용지원센터→적십자입구→교동주유소→시외고속터미널→교동주유소→적십자입구→서부시장→신영극장→남대천, 강릉중입구, 노암현대아파트, 부흥마을, 똑갑재, 유산노인회관, 박월동마을회관, 버들리, 금광2리성황당, 금광교회입구→금광삼거리→학산기갑부대앞→해찬들→학산3리마을회관→남강릉IC입구→어단1리→어단리(법왕사) (회차)→어단1리성황당→어단1리마을회관→한빛마을입구→어단2리마을회관→솔뫼마을→금광교회, (이하 역순), 남대천→강릉여고→용지각, (이하 역순) | 왕복 7회 일요일 운행 없음       | 어단리 방면 60분 소요 강릉 방면 40분 소요                                              |
| 103       | 공단           | ↔        | 어단리(법왕사)       | 입암3주공아파트→포남1동주민센터→강릉mbc→종합경기장입구→이편한세상→롯데캐슬아파트→강일여고→강릉제일고→서부시장→신영극장→동부시장, 남대천, 강릉중입구, 노암현대아파트, 부흥마을, 똑갑재, 유산노인회관, 박월동마을회관, 버들리, 금광2리성황당, 금광교회입구→금광삼거리→솔뫼마을→어단2리마을회관→한빛마을입구→어단1리마을회관→어단1리성황당→어단리(법왕사) (회차)→어단1리→남강릉IC입구→학산3리마을회관→해찬들→학산기갑부대앞→금광삼거리→금광교회입구, (이하 역순) 남대천→강릉여고→용지각→로얄아파트→입암3주공아파트                                                               | 왕복 6.5회                      | 어단리 방면 55분 소요 강릉 방면 35분 소요                                              |
| 104       | 안목           | ↔        | 구정마을회관         | 송정해변, 해당화연립, 오성학교, 초당분수공원, 강릉고입구, 경포고, 동명중, 한솔초교, 한국통신, 동인병원입구, 하슬라중, 포남1동주민센터, 로얄아파트, 포남시장, 용지각, 동부시장입구, 교보생명, 하나대투증권, 칠사당, 강릉의료원, 내곡교, 보건소, 내곡주공아파트, 내곡동주민센터, 기산아파트, 자조와리, 문화마을, 구정파출소, 구정면사무소, 유한킴벌리, 성황당 | 왕복 7회                        | 50분 소요                                                                              |
| 104-1     | 안목           | ↔        | 제비리(신광사)       | 송정해변, 해당화연립, 오성학교, 초당분수공원, 강릉고입구, 경포고, 한솔초교, 한국통신, 동인병원입구, 하슬라중, 포남1동주민센터, 로얄아파트, 포남시장, 용지각, 동부시장입구, 교보생명, 하나대투증권, 칠사당, 강릉의료원, 내곡교→보건소→내곡주공아파트→내곡동주민센터→기산아파트→자조와리→문화마을→구정파출소→구정면사무소→유한킴벌리→성황당→구정마을회관→구정종점→제비삼거리, 신광사입구, 제비리(신광사) (회차), 신광사입구, 제비삼거리→등고비→제비1리마을회관→개화대→강원예고→강일운수→회산주공아파트→내곡현대아파트, (이하 역순)                                              | 왕복 4회                        | 50분 소요 산북 1회 경유                                                                |
| 104-2     | 안목           | ↔        | 제비리(신광사)       | 송정해변, 해당화연립, 오성학교, 초당분수공원, 강릉고입구, 경포고, 한솔초교, 한국통신, 동인병원입구, 하슬라중, 포남1동주민센터, 로얄아파트, 포남시장, 용지각, 동부시장입구, 교보생명, 하나대투증권, 칠사당, 강릉의료원, 내곡교→내곡현대아파트→회산주공아파트→강일운수→강원예고→개화대→제비1리마을회관→등고비→제비삼거리, 신광사입구, 제비리(신광사) (회차), 신광사입구, 제비삼거리→구정종점→구정마을회관→성황당→유한킴벌리→구정면사무소→구정파출소→문화마을→자조와리→기산아파트→내곡동주민센터→내곡주공아파트, (이하 역순)                                                     | 왕복 3.5회                      | 50분 소요                                                                              |
| 109       | 시외고속터미널 | ↔        | 썬크루즈             | 강릉역, 한국자산관리공사, 남대천, 강릉중입구, 병무청, 강동면사무소, 오리동, 분수동, 정동진역, 정동초교, 모래시계공원, 정동해변 | 왕복 7.5회                      | 좌석버스 45분 소요                                                                     |
| 110       | 강릉역건너편   | ↔        | 현내(옥계한라아파트) | 소방서, 한국자산관리공사, 남대천, 강릉중입구, 병무청, 강동면사무소, 낙풍리입구, 옥계면사무소 | 왕복 12회                       | 좌석버스 40분 소요 복편 막차 부정기 운행                                               |
| 111       | 공단           | ↔        | 옥계현내시장         | 입암3주공아파트→포남1동주민센터→강릉mbc→종합경기장입구→이편한세상→롯데캐슬아파트→강릉역건너편→소방서→한국자산관리공사, 남대천, 강릉중입구, 노암현대아파트, 병무청, 문암정, 섬석교, 공군부대입구, 월호평동, 하시동입구, 강동면사무소, 모전삼거리, 장터마을, 강동파출소, 안인삼거리, 강릉승마장, 한전사택, 안인, 통일공원, 등명락가사, 하슬라아트월드, 등명해변, 정동진역, 정동교, 분수동, 정동종합건어물쇼핑, 산성우2리, 피내, 밤재휴게소, 낙풍리입구, 옥계면사무소, 옥계현내시장 (회차), (이하 역순), 남대천, 강릉여고→용지각→로얄아파트→입암3주공아파트                      | 왕복 3회                        | 옥계 방면 75분 소요 강릉 방면 60분 소요 왕편 막차 오리동 경유 복편 프라임솔트 2회 경유 |
| 111-1     | 공단           | ↔        | 피내                 | 입암3주공아파트→포남1동주민센터→강릉mbc→종합경기장입구→이편한세상→롯데캐슬아파트→강릉역건너편→소방서→한국자산관리공사, 남대천, 강릉중입구, 노암현대아파트, 병무청, 문암정, 섬석교, 공군부대입구, 월호평동, 하시동입구, 강동면사무소, 모전삼거리, 장터마을, 강동파출소, 안인삼거리, 강릉승마장, 한전사택, 안인, 통일공원, 등명락가사, 하슬라아트월드, 등명해변, 정동진역, 정동교, 분수동, 정동종합건어물쇼핑, 산성우2리, 피내 (회차), (이하 역순), 남대천, 강릉여고→용지각→로얄아파트→입암3주공아파트                                                                          | 왕편 2회 복편 4회               | 피내 방면 70분 소요 강릉 방면 55분 소요 왕편 오리동 경유                               |
| 112       | 공단           | ↔        | 금진항               | 입암3주공아파트→포남1동주민센터→강릉mbc→종합경기장입구→이편한세상→롯데캐슬아파트→강릉역건너편→소방서→한국자산관리공사, 남대천, 강릉중입구, 노암현대아파트, 병무청, 문암정, 섬석교, 공군부대입구, 월호평동, 하시동입구, 강동면사무소, 모전삼거리, 장터마을, 강동파출소, 안인삼거리, 강릉승마장, 한전사택, 안인, 통일공원, 등명락가사, 하슬라아트월드, 등명해변, 정동진역, 정동교, 정동초교, 모래시계공원, 정동해변, 조각공원, 효도마을, 심곡, 금진항 (회차), (이하 역순), 남대천, 강릉여고→용지각→로얄아파트→입암3주공아파트                                                   | 왕복 6회                        | 금진 방면 70분 소요 강릉 방면 60분 소요                                                |
| 112-1     | 강동무료주차장 | ↔        | 심곡                 | 정동진역→정동교→정동초등학교, 모래시계공원, 정동해변, 썬크루즈, 조각공원, 효도마을, 곰두리연수원, 심곡 (회차), (이하 역순), 정동초등학교→강동무료주차장 | 왕복 13회 토, 일, 공휴일만 운행 | 20분 소요 바다부채길 개방시에만 운행 동절기 7회 운행                                   |
| 113       | 공단           | ↔        | 오리동               | 입암3주공아파트→포남1동주민센터→강릉mbc→종합경기장입구→이편한세상→롯데캐슬아파트→강릉역건너편→소방서→한국자산관리공사, 남대천, 강릉중입구, 노암현대아파트, 병무청, 월호평동, 문암정, 섬석교, 공군부대입구, 월호평동, 하시동입구, 강동면사무소, 모전삼거리, 장터마을, 강동파출소, 안인삼거리, 강릉승마장, 한전사택, 안인, 통일공원, 등명락가사, 하슬라아트월드, 등명해변, 정동진역, 정동교, 분수동, 정동진종합건어물쇼핑, 오리동 (회차), (이하 역순), 남대천, 강릉여고→용지각→로얄아파트→입암3주공아파트                                                                       | 왕복 3.5회                      | 오리동 방면 65분 소요 강릉 방면 55분 소요 왕편 프라임솔트 1회, 피내 2회 경유           |
| 115       | 공단           | ↔        | 임곡                 | 입암3주공아파트, 로얄아파트, 포남시장, 용지각, 동부시장, 남대천, 강릉중입구, 노암현대아파트, 병무청, 문암정, 섬석교, 공군부대입구, 월호평동, 하시동입구, 강동면사무소, 모전삼거리, 장터마을, 강동파출소, 안인삼거리, 산두골, 쓰레기매립장, 임곡1리, 임곡보건진료소, 임곡초교, 갈버든, 임곡2리마을회관 | 왕복 5회                        | 50분 소요 복편 2회 재밑 경유                                                           |
| 116       | 공단           | ↔        | 언별리(단경골입구)   | 입암3주공아파트, 로얄아파트, 포남시장, 용지각, 동부시장, 남대천, 강릉중입구, 노암현대아파트, 병무청, 문암정, 섬석교, 공군부대입구, 월호평동, 하시동입구, 강동면사무소, 모전삼거리, 버당말, 모전1리, 장적골입구, 가둔지 | 왕복 6회                        | 40분 소요 왕편 3회 장적골 경유                                                         |
| 117       | 공단           | ↔        | 하시동               | 입암3주공아파트, 로얄아파트, 포남시장, 용지각, 한국자산관리공사, 남대천, 병무청, 청량동, 문암정, 섬석교, 공군부대입구, 하시동입구, 하시동3리마을회관, 호장골, 하시동3리3반 | 왕복 4.5회                      | 55분 소요                                                                              |
| 118       | 공단           | ↔        | 덕현리               | 입암3주공아파트, 로얄아파트, 포남시장, 용지각, 동부시장, 남대천, 강릉중입구, 노암현대아파트, 병무청, 문암정, 신석입구, 신석회관, 오재골길, 왜골안길, 신석종점, 운산분교, 운산노인회관, 하시동입구, 강동면사무소, 상시동2리마을구판장, 상시동, 덕현리입구 | 왕복 4.5회                      | 40분 소요                                                                              |

### 200번대
| 노선 번호 | 운행구간             | 운행구간 | 운행구간             | 경유지 | 운행 횟수                             | 비고                               |
| --------- | -------------------- | -------- | -------------------- | --- | ------------------------------------- | ---------------------------------- |
| 200       | 안목                 | ↔        | 강릉원주대           | 송정해변, 해당화연립, 오성학교, 송정래미안, 초당분수공원, 강릉고입구, 경포고, 포남새마을금고, 동명중, 한솔초교, 한국통신, 동인병원입구, 하슬라중, 포남1동주민센터, 로얄아파트, 포남시장, 용지각, 동부시장입구, 교보생명, 하나대투증권, 서부시장, 강릉제일고, 강일여고입구, 서일용궁아파트, 율곡중, 중앙석재, 오죽헌후문, 율곡교육원, 문성고, 강릉원주대후문 | 왕편 48회, 복편 49회                  | 45분 소요                          |
| 201       | 안목                 | ↔        | 강릉원주대           | 오성학교, 강릉고입구, 경포고, 동명중, 하슬라중, 포남파출소, 로얄아파트, 용지각, 교보생명, 서부시장, 강릉제일고, 강일여고입구, 강일여고→율곡초교→교동1주공아파트→문성고→강릉원주대(회차)→부영2차아파트→교동1주공아파트→율곡초교→강일여고, (이하 역순) | 왕편 14회, 복편 13회 운행 평일만 운행 | 45분 소요                          |
| 202       | 경포                 | →        | 경포                 | 경포해변, 허난설헌삼거리, 젤마을, 율곡중학교, 롯데캐슬아파트, 강릉역건너편, 소방서, 한국자산관리공사, 교보생명, 하나대투증권, 용강동서부시장, 고용센터, 적십자입구, 교동주유소, 강릉시외.고속터미널, 강릉소방서, 주길, 구름다리, 주공3차A, 하이빌현대A, 주공1차A, 부영2차A, 방축거리, 오죽헌입구, 오죽헌, 선교장입구, 경포동주민센터, 선교장, 해운정, 순두부마을, 경포대.참소리박물관, 경포현대A, 경포해변 | 30회                                  | 50분 소요 순환 운행                |
| 202-1     | 경포                 | →        | 경포                 | 경포해변, 경포현대A, 경포대.참소리박물관, 순두부마을, 해운정, 선교장, 경포동주민센터, 선교장입구, 오죽헌, 오죽헌후문, 방축거리, 부영2차A, 주공1차A, 율곡초등학교, 현대2차아파트, 구름다리, 주길, 강릉소방서, 강릉시외.고속터미널, 교동주유소, 적십자입구, 고용센터, 용강동서부시장, 신영극장, 강릉여고, 소방서, 강릉역, 교2동주민센터, e-편한세상아파트, 종합경기장, 강릉올림픽파크, 수리골, 허난설헌삼거리, 경포해변                                                                                         | 27회                                  | 50분 소요 순환 운행                |
| 202-2     | 경포                 | →        | 경포                 | 경포해변, 경포현대A, 경포대.참소리박물관, 순두부마을, 해운정, 선교장, 경포동주민센터, 선교장입구, 오죽헌, 젤마을, 율곡중학교, 롯데캐슬아파트, 강일여고, 강릉제일고, 고용센터, 적십자입구, 교동주유소, 강릉관광개발공사, 강릉시외.고속터미널, 교동주유소, 적십자입구, 고용센터, 용강동서부시장, 신영극장, 강릉여고, 소방서, 강릉역, 교2동주민센터, 율곡중학교, 강릉올림픽파크, 수리골, 아이스아레나, 모안이서낭당, 강릉녹색도시체험센터, 허균.허난설헌기념공원, 허난설헌삼거리, 강문, 경포생태습지원, 경포해변 | 3회                                   | 45분 소요 순환 운행 첫차 진리발    |
| 203       | 안목                 | ↔        | 유천동               | 오성학교, 강릉고입구, 경포고, 동명중, 하슬라중, 포남파출소, 로얄아파트, 용지각, 교보생명, 서부시장, 강릉제일고, 강일여고입구, 율곡중, 오죽헌후문, 문성고, 강릉원주대 | 왕복 3회                              | 50분 소요                          |
| 204       | 내곡동주민센터       | ↔        | 강릉원주대           | 신화건설, 노암한라3차아파트, 노암영진아파트, 신화아파트, 남대천(강릉교), 교보생명, 서부시장, 강릉제일고, 강일여고입구, 율곡중, 오죽헌후문, 문성고 | 왕복 8회 평일만 운행                  | 35분 소요 저상버스 운행            |
| 205       | 공단                 | ↔        | 강릉원주대           | 원마트, 입암6주공아파트, 입암현대아파트, 성덕초교, 입암1주공아파트, 남대천(강릉교), 교보생명, 서부시장, 강릉제일고, 강일여고입구, 율곡중, 오죽헌후문, 문성고 | 왕복 16회 일, 공휴일 미운행           | 40분 소요 저상버스 운행            |
| 206       | 강릉고               | ↔        | 솔올지구             | 이화해변→경포고→동명중→하슬라중→강릉경찰서→강릉역→교보생명, 서부시장, 시외고속터미널, 강릉문화원, 우편집중국, 교동3주공아파트, 율곡초교, 부영2차아파트, 솔올지구(회차), (이하 역순), 교보생명→강릉여고→용지각→남강초교→이마트→방통대→해당화연립→오성학교 | 왕복 33회                             | 40분 소요                          |
| 207       | 강릉고               | ↔        | 강릉원주대           | 허균생가→유화.동부아파트→경포고→동명중→하슬라중→강릉경찰서→강릉역→교보생명, 서부시장, 시외고속터미널, 강릉문화원, 우편집중국, 교동3주공아파트, 율곡초교, 부영2차아파트, 강릉원주대(회차), (이하 역순), 교보생명→강릉여고→용지각→남강초교→이마트→방통대→해당화연립→오성학교 | 왕복 16회                             | 45분 소요                          |
| 211       | 안목                 | ↔        | 한국폴리텍대학       | 오성학교, 강릉고입구, 경포고, 동명중, 하슬라중, 포남파출소, 로얄아파트, 용지각, 교보생명, 하나대투증권, 남산교, 단오문화관, 은마연립, 노암대림아파트, 남산현대아파트, 남산삼익아파트 | 왕복 3회                              | 35분 소요 복편 강남동주민센터 경유 |
| 211-1     | 안목                 | ↔        | 한국폴리텍대학       | 오성학교, 강릉고입구, 경포고, 동명중, 하슬라중, 교동한신아파트, 명륜고후문, 교보생명, 하나대투증권, 남산교, 단오문화관, 은마연립, 노암대림아파트, 남산현대아파트, 남산삼익아파트 | 왕복 4회                              | 35분 소요 복편 강남동주민센터 경유 |
| 212       | 견소동(안목커피거리) | ↔        | 견소동(안목커피거리) | | 6회                                   |                                    |
| 212-1     | 견소동(안목커피거리) | ↔        | 견소동(안목커피거리) | | 6회                                   |                                    |
| 220       | 안목                 | ↔        | 서희스타힐스APT      | 오성학교, 강릉고입구, 경포고, 동명중, 하슬라중, 포남파출소, 로얄아파트, 용지각, 교보생명, 강릉의료원, 내곡교, 회산2주공APT, 가톨릭관동대북문 | 왕복 29.5회                           | 40분 소요                          |
| 222       | 안목                 | ↔        | 가톨릭관동대         | 오성학교, 강릉고입구, 경포고, 동명중, 하슬라중, 포남파출소, 로얄아파트, 용지각, 교보생명, 강릉의료원, 내곡교, 보건소 | 왕복 11.5회                           | 40분 소요 저상버스 운행            |
| 223       | 안목                 | →        | 가톨릭관동대         | 오성학교, 강릉고입구, 경포고, 동명중, 하슬라중, 강릉경찰서, 강릉역, 강릉농협, 교보생명, 강릉초교, 삼개사, 내곡교 | 40회                                  | 40분 소요                          |
| 223-1     | 가톨릭관동대         | →        | 안목                 | 내곡교, 삼개사, 강릉초교, 신영극장, 강릉농협, 강릉역, 강릉경찰서, 하슬라중, 동명중, 경포고, 강릉고입구, 오성학교 | 43회                                  | 40분 소요                          |
| 224       | 안목                 | ↔        | 가톨릭관동대         | 오성학교, 강릉고입구, 경포고, 동명중, 하슬라중, 포남파출소, 포남교, 원마트, 중앙초교, 신설도로, 입암현대아파트, 성덕초교, 입암1주공아파트, 신화아파트, 보건소 | 왕복 1.5회                            | 40분 소요 토,일,공휴일 미운행      |
| 224-1     | 서희스타힐스APT      | →        | 안목                 | 회산주공2단지(명주초), 회산주공1단지, 내곡현대A, 단오문화관, 은마아파트, 경포중, 더샵APT, 금호어울림A정문, 중앙초교, 입암6주공A, 입암4주공A, 성덕동주민센터, 포남1동주민센터, 하슬라중, 동명중, 경포고교, 강릉고입구, 오성학교, 송정해변 | 1회                                   | 40분 소요 방학평일만 운행          |
| 225       | 안목                 | →        | 서희스타힐스APT      | 이마트, 로얄아파트, 용지각, 강릉역, 교보생명, 시외․고속버스터미널, 우미린APT, 시외․고속버스터미널, 홍제동주민센터, 내곡교, 회산1주공APT, 회산2주공APT, 가톨릭관동대북문 | 12회                                  | 40분 소요                          |
| 225-1     | 서희스타힐스APT      | →        | 안목                 | 가톨릭관동대북문, 회산2주공APT, 회산1주공APT, 내곡교, 홍제동주민센터, 시외․고속버스터미널, 우미린APT, 시외․고속버스터미널, 신영극장, 강릉역, 용지각, 로얄아파트, 이마트 | 12회                                  | 40분 소요                          |
| 227       | 남항진               | ↔        | 솔올지구             | 중앙초교, 입암6주공아파트, 금호어울림, 입암현대아파트, 성덕초교, 입암1주공아파트, 남대천(강릉교), 교보생명, 서부시장, 시외고속터미널, 강릉문화원, 우편집중국, 교동3주공아파트, 율곡초교, 부영2차아파트 | 왕복 15회                             | 40분 소요 복편 2회 솔올로 경유     |
| 228       | 남항진               | ↔        | 강릉소방서           | 중앙초교, 녹원아파트, 강릉중앙고, 입암1주공아파트, 남대천(강릉교), 교보생명, 서부시장, 시외고속터미널 | 왕복 17.5회 운행                      | 30분 소요                          |
| 230       | 강문                 | ↔        | 솔올지구             | 초당동주민센터, 이화해변, 경포고, 동명중, 하슬라중, 강릉경찰서→강릉역→교동철교→고용지원센터, 적십자입구, 교동주유소, 시외고속터미널, 강릉문화원, 우편집중국, 교동3주공아파트, 율곡초교, 부영2차아파트, 솔올지구(회차), (이하 역순), 고용지원센터→서부시장→신영극장→강릉여고→용지각→동남아파트→포남1동주민센터→하슬라중, (이하 역순) | 왕복 7.5회                            | 35분 소요 2회 시청 경유            |
| 230-1     | 강문                 | ↔        | 솔올지구             | 초당동주민센터, 이화해변, 경포고, 동명중, 하슬라중, 강릉경찰서→강릉역→교보생명, 서부시장, 시외고속터미널, 우편집중국, 교동3주공아파트, 율곡초교, 교동1주공아파트, 부영2차아파트, 솔올지구(회차), (이하 역순), 신영극장→강릉여고→용지각→동남아파트→포남1동주민센터→하슬라중, (이하 역순) | 왕복 8.5회                            | 40분 소요                          |
| 233       | 강릉역               | ↔        | 강릉역               | 옥천119안전센터 → 교보생명 → 용강동서부시장 → 적십자 → 시외고속터미널 → 소방서 → 유천지구 → 구름다리 → 강일여자고등학교 | 1회                                   |                                    |
| 234       | 강릉역               | ↔        | 강릉역               | 강일여고정문 → 구름다리 → 선수촌8단지 → 우미린아파트 → 강릉소방서 → 강릉고속버스터미널.강릉시외버스터미널 → 적십자입구 → 용강동서부시장 → 신영극장 → 강릉여자고등학교 | 1회                                   |                                    |

### 300번대
| 노선 번호 | 운행구간         | 운행구간 | 운행구간       | 경유지 | 운행 횟수                    | 비고                                                |
| --------- | ---------------- | -------- | -------------- | --- | ---------------------------- | --------------------------------------------------- |
| 300       | 공단             | →        | 향호리         | 입암3주공아파트, 포남교, 로얄아파트, 용지각, 소방서, 강릉역, 교보생명, 서부시장, 강릉제일고, 강일여고입구, 오죽헌, 강릉아산병원입구, 사천면사무소, 연곡면사무소, 강원도립대, 주문진중, 주문진시외터미널, 작은다리, 수협사거리, 소돌, 주문진해변 | 45회                         | 60분 소요                                           |
| 300       | 안목             | →        | 향호리         | 송정한신아파트, 방통대, 이마트, 혜성연립, 남강초교, 로얄아파트, 용지각, 소방서, 강릉역, 교보생명, 서부시장, 강릉제일고, 강일여고입구, 율곡중, 오죽헌, 강릉아산병원입구, 사천면사무소, 연곡면사무소, 강원도립대, 주문진중, 주문진시외터미널, 작은다리, 수협사거리, 소돌, 주문진해변                                                                                                 | 46회                         | 65분 소요                                           |
| 300-1     | 향호리           | →        | 안목           | 주문진해변, 소돌, 수협사거리, 작은다리, 주문진시외터미널, 주문진중, 강원도립대, 연곡면사무소, 사천면사무소, 강릉아산병원입구, 오죽헌, 율곡중, 강일여고입구, 강릉제일고, 서부시장, 신영극장, 강릉여고, 용지각, 로얄아파트, 남강초교, 혜성연립, 이마트, 방통대, 송정한신아파트 | 45회                         | 65분 소요                                           |
| 300-2     | 향호리           | →        | 공단           | 주문진해변, 소돌, 수협사거리, 작은다리, 주문진시외터미널, 주문진중, 강원도립대, 연곡면사무소, 사천면사무소, 강릉아산병원입구, 오죽헌, 율곡중, 강일여고입구, 강릉제일고, 서부시장, 신영극장, 강릉여고, 용지각, 로얄아파트, 포남교, 입암3주공아파트 | 43회                         | 60분 소요                                           |
| 302       | 공단             | →        | 향호리         | 입암3주공아파트, 성덕동주민센터, 원마트, 입암6주공아파트, 신설도로, 입암현대아파트, 성덕초교, 월드컵교, 강릉역, 교보생명, 서부시장, 시외고속터미널, 강릉문화원, 우편집중국, 교동3주공아파트, 율곡초교, 교동1주공아파트, 강릉아산병원입구, 강릉아산병원, 사천면사무소, 연곡면사무소, 강원도립대, 주문진중, 주문진시외터미널, 작은다리, 수협사거리, 소돌, 주문진해변                 | 14회                         | 75분 소요                                           |
| 302       | 안목             | →        | 향호리         | 송정한신아파트, 이마트, 혜성연립, 남강초교, 로얄아파트, 용지각, 소방서, 강릉역, 교보생명, 서부시장, 시외고속터미널, 강릉문화원, 우편집중국, 교동3주공아파트, 율곡초교, 교동1주공아파트, 오죽헌, 강릉아산병원입구, 강릉아산병원, 사천면사무소, 연곡면사무소, 강원도립대, 주문진중, 주문진시외터미널, 작은다리, 수협사거리, 소돌, 주문진해변                                         | 7회                          | 65분 소요                                           |
| 302-1     | 향호리           | →        | 안목           | 주문진해변, 소돌, 수협사거리, 작은다리, 주문진시외터미널, 주문진중, 강원도립대, 연곡면사무소, 사천면사무소, 강릉아산병원입구, 오죽헌, 교동1주공아파트, 율곡초교, 교동3주공아파트, 우편집중국, 강릉문화원, 시외고속터미널, 서부시장, 신영극장, 강릉여고, 용지각, 로얄아파트, 남강초교, 혜성연립, 이마트, 방통대, 송정한신아파트                                                     | 14회                         | 75분 소요                                           |
| 302-2     | 향호리           | →        | 공단           | 주문진해변, 소돌, 수협사거리, 작은다리, 주문진시외터미널, 주문진중, 강원도립대, 연곡면사무소, 사천면사무소, 강릉아산병원입구, 오죽헌, 교동1주공아파트, 율곡초교, 교동3주공아파트, 우편집중국, 강릉문화원, 시외고속터미널, 서부시장, 신영극장, 강릉여고, 용지각, 로얄아파트, 월드컵교, 성덕초교, 입암현대아파트, 신설도로, 입암6주공아파트, 원마트, 성덕동주민센터, 입암3주공아파트 | 7회                          | 65분 소요                                           |
| 314       | 공단             | →        | 향호리         | 입암3주공아파트, 포남교, 로얄아파트, 용지각, 소방서, 강릉역, 교보생명, 서부시장, 하나대투증권, 용강동서부시장, 고용센터, 적십자입구, 교동주유소, 강릉시외.고속터미널, 강릉소방서, 주길, 법원.검찰청, 강릉아산병원입구, 사천면사무소, 연곡면사무소, 강원도립대, 주문진중, 주문진시외터미널, 작은다리, 수협사거리, 소돌, 주문진해변                                                  | 8회                          | 60분 소요                                           |
| 314       | 안목             | →        | 향호리         | 송정한신아파트, 방통대, 이마트, 혜성연립, 남강초교, 로얄아파트, 용지각, 소방서, 강릉역, 교보생명, 서부시장, 하나대투증권, 용강동서부시장, 고용센터, 적십자입구, 교동주유소, 강릉시외.고속터미널, 강릉소방서, 주길, 법원.검찰청, 강릉아산병원입구, 사천면사무소, 연곡면사무소, 강원도립대, 주문진중, 주문진시외터미널, 작은다리, 수협사거리, 소돌, 주문진해변                       | 8회                          | 60분 소요                                           |
| 314-1     | 향호리           | →        | 안목           | 주문진해변, 소돌, 수협사거리, 작은다리, 주문진시외터미널, 주문진중, 강원도립대, 연곡면사무소, 사천면사무소, 강릉아산병원입구, 행정마을, 법원.검찰청, 강릉원주대입구, 선수촌아파트, 강릉소방서, 강릉시외.고속터미널, 교동주유소, 적십자입구, 고용센터, 용강동서부시장, 서부시장, 신영극장, 강릉여고, 용지각, 로얄아파트, 남강초교, 혜성연립, 이마트, 방통대, 송정한신아파트         | 8회                          | 60분 소요                                           |
| 314-2     | 향호리           | →        | 공단           | 주문진해변, 소돌, 수협사거리, 작은다리, 주문진시외터미널, 주문진중, 강원도립대, 연곡면사무소, 사천면사무소, 강릉아산병원입구, 행정마을, 법원.검찰청, 강릉원주대입구, 선수촌아파트, 강릉소방서, 강릉시외.고속터미널, 교동주유소, 적십자입구, 고용센터, 서부시장, 신영극장, 강릉여고, 용지각, 로얄아파트, 포남교, 입암3주공아파트                                                    | 8회                          | 60분 소요                                           |
| 315       | 가톨릭관동대     | ↔        | 향호리         | 보건소, 내곡교, 홍제동주민센터, 시외고속터미널, 강릉문화원, 우편집중국, 교동3주공아파트, 율곡초교, 교동1주공아파트, 강릉원주대, 검찰청, 강릉아산병원입구, 강릉아산병원, 사천면사무소, 연곡면사무소, 강원도립대, 주문진중, 파란바다지역아동센터, 장성사거리, 수협사거리, 소돌, 주문진해변                                                                                           | 왕복 12회 일,공휴일 미운행   | 60분 소요 평일 첫차 시청 경유 2회 과학산업단지 경유 |
| 322       | 주문진시외터미널 | ↔        | 양양군 하조대  | 작은다리, 수협사거리, 소돌, 주문진해변, 향호리, 지경리, 남애리, 인구, 동산리, 북분리, 38휴게소 | 왕복 14회                    | 30분 소요                                           |
| 323       | 주문진시외터미널 | ↔        | 삼교리         | 주문진시외버스터미널, 주문진 문화교육센터, 교항2리금용교, 장덕1리, 상근내, 장덕2리마을회관, 장덕2리, 삼교리종점 | 왕복 4회                     | 20분 소요 탄약고 2회 경유                           |
| 325       | 향호리           | ↔        | 양양군 상월천  | 향호리, 지경동해막국수, 해수한방사우나, 입암리막국수, 입암리1반, 갓바위길, 입암리보건진료소, 수리말교, 응달마을, 양지마을, 상월천종점 | 왕복 5회                     | 35분 소요                                           |
| 326       | 향호리           | ↔        | 양양군 견불리  | 향호리, 지경동해막국수, 해수한방사우나, 원포리, 남애1리, 남애1리, 남애2리, 남애초교, 광진.현남중학교입구, 포매리, 견불1교, 견불리, 견불1교, 포매리, 곰보리, 대목아파트, 휴휴암, 인구초등학교, 인구2리마을회관, 죽정자리마을회관, 죽정자리 | 왕복 5회                     | 70분 소요                                           |
| 328       | 주문진시외터미널 | ↔        | 향호저수지     | 작은다리, 수협사거리, 소돌, 주문진해변, 향호리 | 왕복 2회                     | 15분 소요                                           |
| 333-1     | 안목             | ↔        | 주문진수산시장 | 안목해변, 송정해변, 강문, 경포생태습지원, 경포해변, 사근진, 순긋해변, 순개울, 산대월리.순포, 가둔지길입구, 사천해변, 방동하리, 사천진리, 연곡해수욕장, 영진항, 연곡부영A, 도깨비촬영지, 주문진수산시장 | 왕복 3회 토, 일, 공휴일 운행 | 50분 소요                                           |

### 500번대
| 노선 번호 | 운행구간 | 운행구간 | 운행구간                    | 경유지 | 운행 횟수                                       | 비고                                                                                         |
| --------- | -------- | -------- | --------------------------- | --- | ----------------------------------------------- | -------------------------------------------------------------------------------------------- |
| 501       | 안목     | ↔        | 왕산사                      | 송정한신아파트, 송정노인회관, 송정동주민센터, 이마트, 오비맥주, 남강초교, 구동해상사, 로얄아파트, 포남시장, 용지각, 동부시장입구, 교보생명, 하나대투증권, 칠사당, 강릉의료원, 홍제동주민센터, 홍제I·C, 공제마을, 강릉교도소, 영동대, 금산입구, 금산, 금산장수마을, 금산2리, 금산남밭, 남밭, 용봉자동차학원, 성산면사무소, 성산파출소, 성산종점, 오봉리, 오봉종점, 왕산대기교차로, 새재마을, 왕산사슴목장, 도마1리경로당, 도마리, 왕산면사무소, 왕산, 탑동교, 백운암입구, 들꽃마을, 목계리, 휴휴사입구, 강릉단식원, 목계마을회관, 평촌교, 샘터휴게실, 왕산구종점                                                         | 왕복 7회                                        | 60분 소요                                                                                    |
| 502       | 안목     | ↔        | 보광리                      | 송정한신아파트, 송정노인회관, 송정동주민센터, 이마트, 오비맥주, 남강초교, 구동해상사, 로얄아파트, 포남시장, 용지각, 동부시장입구, 교보생명, 하나대투증권, 칠사당, 강릉의료원, 홍제동주민센터, 홍제I·C, 공제마을, 강릉교도소, 영동대, 금산입구, 금산, 금산장수마을, 금산2리, 금산남밭, 남밭, 용봉자동차학원, 성산면사무소, 성산파출소, 성산종점, 보광리입구, 암반욕체험장, 옥터가든, 샘골식당, 예당불교대학, 보광리체험학습장, 농산물저장창고, 보광본동, 석불사입구, 대궁산장, 기도원삼거리 | 왕복 7회                                        | 55분 소요                                                                                    |
| 503       | 안목     | ↔        | 가마골                      | 송정한신아파트, 송정노인회관, 송정동주민센터, 이마트, 오비맥주, 남강초교, 구동해상사, 로얄아파트, 포남시장, 용지각, 동부시장입구, 교보생명, 하나대투증권, 칠사당, 강릉의료원, 홍제동주민센터, 홍제I·C, 공제마을, 강릉교도소, 영동대, 금산입구, 금산, 금산장수마을, 금산2리, 금산남밭, 남밭, 용봉자동차학원, 성산면사무소, 성산파출소, 성산종점, 보광리입구, 굴면이, 대관령박물관, 대관령산채잡곡마을 | 왕복 17회                                       | 50분 소요 평일 가마골행 1회 시청 경유                                                        |
| 503-1     | 안목     | ↔        | 대관령정상 (구대관령휴게소) | 송정한신아파트, 송정동주민센터, 이마트, 오비맥주, 남강초교, 로얄아파트, 용지각, 동부시장입구, 교보생명, 하나대투증권, 강릉의료원, 홍제동주민센터, 공제마을, 보광리입구, 대관령박물관, 가마골, 반정 | 왕복 2회 5~11월 토,일에만 운행 악천후 시 미운행 | 대관령 방면 60분 소요 강릉 방면 50분 소요 왕편 막차 대관령박물관에서 출발 복편 신영극장 종착 |
| 504       | 안목     | ↔        | 성산                        | 송정한신아파트, 송정노인회관, 송정동주민센터, 이마트, 오비맥주, 남강초교, 구동해상사, 로얄아파트, 포남시장, 용지각, 동부시장입구, 교보생명, 하나대투증권, 칠사당, 강릉의료원, 홍제동주민센터, 홍제I·C, 공제마을, 강릉교도소, 영동대, 금산입구, 금산, 금산장수마을, 금산2리, 금산남밭, 남밭, 용봉자동차학원, 성산면사무소, 성산파출소 | 왕복 5회 평일에만 운행                          | 40분 소요                                                                                    |
| 505       | 안목     | ↔        | 오봉리                      | 송정한신아파트, 송정노인회관, 송정동주민센터, 이마트, 오비맥주, 남강초교, 구동해상사, 로얄아파트, 포남시장, 용지각, 동부시장입구, 교보생명, 하나대투증권, 칠사당, 강릉의료원, 홍제동주민센터, 홍제I·C, 공제마을, 강릉교도소, 영동대, 금산입구, 금산, 금산장수마을, 금산2리, 금산남밭, 남밭, 용봉자동차학원, 성산면사무소, 성산파출소, 성산종점 | 왕복 7.5회                                      | 40분 소요 평일 왕복 1회 시청 경유                                                            |
| 507       | 공단     | ↔        | 고단                        | 입암3주공아파트, 로얄아파트, 포남시장, 용지각, 동부시장입구, 교보생명, 하나대투증권, 칠사당, 강릉의료원, 홍제동주민센터, 홍제I·C, 공제마을, 강릉교도소, 영동대, 금산입구, 금산, 금산장수마을, 금산2리, 금산남밭, 남밭, 용봉자동차학원, 성산면사무소, 성산파출소, 성산종점, 오봉리, 오봉종점, 왕산대기교차로, 왕산리2반, 왕산아트센터, 임내폭포, 검뎅이골아래, 왕산골, 검뎅이골위, 닭목재, 벌마을, 도화목이, 대기1리경로당, 감자채종포마을, 고단2,3리교차로, 고단2리, 고단2,3리교차로 | 왕복 3회                                        | 70분 소요 복편 2회 한터마을 연장 운행                                                        |
| 508       | 안목     | ↔        | 고단                        | 송정한신아파트, 송정노인회관, 송정동주민센터, 이마트, 오비맥주, 남강초교, 구동해상사, 로얄아파트, 포남시장, 용지각, 동부시장입구, 교보생명, 하나대투증권, 칠사당, 강릉의료원, 홍제동주민센터, 홍제I·C, 공제마을, 강릉교도소, 영동대, 금산입구, 금산, 금산장수마을, 금산2리, 금산남밭, 남밭, 용봉자동차학원, 성산면사무소, 성산파출소, 성산종점, 오봉리, 오봉종점, 왕산대기교차로, 새재마을, 왕산사슴목장, 도마1리경로당, 도마리, 왕산면사무소, 왕산, 탑동교, 백운암입구, 들꽃마을, 목계리, 휴휴사입구, 강릉단식원, 목계마을회관, 평촌교, 샘터휴게실, 왕산구종점, 왕산사, 삽당령휴게소, 송현리, 송현리통나무공장, 사반교 | 왕복 1.5회                                      | 70분 소요                                                                                    |
| 509       | 안목     | ↔        | 관음리                      | 송정한신아파트, 송정노인회관, 송정동주민센터, 이마트, 오비맥주, 남강초교, 구동해상사, 로얄아파트, 포남시장, 용지각, 동부시장입구, 교보생명, 하나대투증권, 칠사당, 강릉의료원, 홍제동주민센터, 홍제I·C, 공제마을, 강릉교도소, 영동대, 금산입구, 금산, 금산장수마을, 금산2리, 안곡약수터입구, 안곡고개입구, 삼거리, 안곡 | 왕복 3회                                        | 35분 소요                                                                                    |
| 510       | 안목     | ↔        | 산북                        | 송정해변, 오성학교, 송정래미안, 초당분수공원, 강릉고입구, 경포고, 동명중, 한솔초교, 한국통신, 동인병원입구, 하슬라중, 포남1동주민센터, 로얄아파트, 용지각, 동부시장입구, 교보생명, 하나대투증권, 칠사당, 강릉의료원, 홍제동주민센터, 홍제I·C, 공제마을, 강릉교도소, 영동대, 금산입구, 금산, 금산장수마을, 금산2리, 금산남밭, 남밭, 용봉자동차학원, 성산면사무소, 성산파출소, 버당말민속촌, 자포골, 심불사입구, 덕중상사입구, 강릉기도원입구, 제비산북교차로 | 왕복 1회                                        | 45분 소요                                                                                    |
| 512       | 공단     | ↔        | 위촌리                      | 입암3주공아파트, 성덕동주민센터, 원마트, 녹원아파트, 강릉중앙고, 강릉여고, 동부시장입구, 교보생명, 하나대투증권, 서부시장, 고용지원센터, 적십자입구, 교동주유소, 시외고속터미널, 강릉문화원, 사임당로, 영동대, 사임당로, 주길, 신암동산, 위촌1교, 송양초교, 위촌경로당 | 왕복 3회                                        | 위촌리 방면 35분 소요 강릉 방면 40분 소요 왕편 1회 영동대 경유 왕편 첫차 남대천 경유         |
| 512-1     | 공단     | ↔        | 송암                        | 입암3주공아파트, 성덕동주민센터, 원마트, 녹원아파트, 강릉중앙고, 강릉여고, 동부시장입구, 교보생명, 하나대투증권, 서부시장, 고용지원센터, 적십자입구, 교동주유소, 시외고속터미널, 강릉문화원, 사임당로, 영동대, 사임당로→주길→신암동산→위촌1교→송양초교→위촌경로당→위촌리→즈므→송암(회차)→위촌리→사임당로, (이하 역순) | 왕복 2회                                        | 50분 소요 평일 복편 1회 영동대 경유                                                          |
| 512-2     | 공단     | ↔        | 위촌리                      | 입암3주공아파트, 성덕동주민센터, 원마트, 녹원아파트, 강릉중앙고, 강릉여고, 동부시장입구, 교보생명, 하나대투증권, 서부시장→강릉제일고→강일여고입구→서일용궁→율곡중→동양석재→오죽헌→선교장입구→법원.검찰청→행정→ 한밭→과학산업단지→즈므교→신평교→송암리노인복지회관→송암→송암리복지회관→위촌경로당→위촌리(회차)→사임당로→영동대→사임당로→위촌경로당→송양초교→위촌1교→신암동산→주길→시외고속터미널→교동주유소→적십자입구→고용지원센터→서부시장, (이하 역순) | 왕복 3회                                        | 위촌리 방면 50분 소요 강릉 방면 40분 소요 평일 복편 1회 영동대 경유                          |

### 900번대
| 노선 번호 | 운행구간       | 운행구간 | 운행구간       | 경유지 | 운행 횟수  | 비고                         |
| --------- | -------------- | -------- | -------------- | --- | ---------- | ---------------------------- |
| 921       | 연곡면사무소   | ↔        | 송천           | 연곡면사무소, 연곡면사무소, 연곡초교, 송림, 산림조합, 연곡취수장입구, 송림2리, 송림2리경로당, 동양시멘트입구, 행정, 신왕초등학교, 소금강체험학습장입구, 버들교, 행정2리, 유등.백운사입구, 퇴곡, 퇴곡1리경로당, 삼산분소, 퇴곡2리, 현덕사입구, 소금강삼거리, 삼산보건진료소, 성원사입구, 궁궁소, 진고개휴게소, 부연동입구, 삼산4리, 오대산휴게소, 송천                                                               | 왕복 7회   | 25분 소요                    |
| 921-1     | 연곡면사무소   | ↔        | 송천           | 연곡면사무소, 연곡면사무소, 연곡초교, 송림, 산림조합, 연곡취수장입구, 송림2리, 송림2리경로당, 동양시멘트입구, 행정, 신왕초등학교, 소금강체험학습장입구, 버들교, 행정2리, 유등.백운사입구, 퇴곡, 퇴곡1리경로당, 삼산분소, 퇴곡2리, 현덕사입구, 소금강삼거리, 삼산보건진료소, 성원사입구, 궁궁소, 진고개휴게소, 부연동입구, 삼산4리, 오대산휴게소, 송천                                                               | 왕복 1회   | 45분 소요                    |
| 922       | 연곡면사무소   | ↔        | 소금강         | 연곡면사무소, 연곡면사무소, 연곡초교, 송림, 산림조합, 연곡취수장입구, 송림2리, 송림2리경로당, 동양시멘트입구, 행정, 신왕초등학교, 소금강체험학습장입구, 버들교, 행정2리, 유등.백운사입구, 퇴곡, 퇴곡1리경로당, 삼산분소, 퇴곡2리, 현덕사입구, 소금강삼거리, 삼산1리, 소금강분교, 소금강 | 왕복 9회   | 25분 소요                    |
| 923       | 연곡면사무소   | ↔        | 송천           | 연곡면사무소, 연곡면사무소, 연곡초교, 송림, 산림조합, 연곡취수장입구, 송림2리, 송림2리경로당, 동양시멘트입구, 행정, 신왕리, 신왕리마을회관, 신왕종점 | 왕복 3회   | 15분 소요                    |
| 931       | 경포해변       | →        | 사기막         | 경포해변, 사근진, 순긋해변, 순개울, 산대월리.순포, 가둔지길입구, 사천해변, 방동하리, 하평리, 사천진리, 사천진리, 하평리, 판교리, 운양초교, 모래내행복센터, 사천면사무소, 북부노인대학, 숲사랑홍보관, 북부노인대학, 사천면사무소, 모래내행복센터, 사천중학교, 갈골한과, 노동하리.우리정미소, 한과마을, 농업기술센터, 연변, 노동리, 노동3리, 강릉면허시험장, 사기막리, 해살이, 사기막마을회관, 사기막                 | 15회       | 35분 소요                    |
| 931-1     | 사기막         | →        | 경포해변       | 사기막, 사기막마을회관, 해살이, 사기막리, 강릉면허시험장, 노동3리, 노동리, 연변, 농업기술센터, 한과마을, 노동회관, 노동하리.우리정미소, 갈골한과, 사천중학교, 모래내행복센터, 사천면사무소, 북부노인대학, 숲사랑홍보관, 북부노인대학, 사천면사무소, 모래내행복센터, 운양초교, 미노마을입구, 하평리, 사천진리, 사천진리, 하평리, 방동하리, 사천해변, 가둔지길입구, 산대월리.순포, 순개울, 순긋해변, 사근진, 경포해변 | 16회       | 35분 소요                    |
| 932       | 모래내행복센터 | →        | 모래내행복센터 | 모래내행복센터, 청솔공원, 북강릉IC, 구라미, 석교2리(구라미), 구라미, 청솔공원, 모래내행복센터, 사천면사무소, 덕실리, 북부노인대학, 숲사랑홍보관, 산대월리, 강릉약국, 미노리, 사천면사무소, 모래내행복센터 | 3회        | 50분 소요                    |
| 961       | 옥계현내시장   | ↔        | 남양2리        | 옥계현내시장, 현내1리연탄직매장, 옥계119안전센터, 한라APT, 천남리, 천남리, 남양3리, 올밑, 남양3리, 남양3리, 남양1리, 남양1리회관, 남양보건진료소, 흑시골, 남양2리, 남양2리종점(회차), 남양2리, 흑시골, 남양보건진료소, 남양1리회관, 한라APT, 옥계119안전센터, 현내1리연탄직매장, 옥계현내시장 | 왕복 8회   | 25분 소요 1회 노봉 연장 운행 |
| 962       | 옥계현내시장   | ↔        | 산계리         | 옥계현내시장, 현내1리연탄직매장, 옥계119안전센터, 현내리, 설암마을, 음촌, 하반암, 상반암, 산계2리, 산계2리, 비성거리, 산계, 산계, 산계종점(회차), 산계, 산계, 비성거리, 산계2리, 산계2리, 상반암, 하반암, 음촌, 설암마을, 현내리, 옥계119안전센터, 현내1리연탄직매장, 옥계현내시장 | 왕복 6회   | 20분 소요 1회 노봉 연장 운행 |
| 963       | 옥계현내시장   | ↔        | 북동리         | 옥계현내시장, 옥계면사무소, 농협주유소, 현내리, 낙풍리, 다리목, 양지말상, 양지마을, 낙풍리, 샘골, 옹기마을, 사기막, 북동리, 덕우동, 덕우동종점, 덕우동, 북동리, 윗허내, 북동리종점(회차), 윗허내, 북동리, 사기막, 옹기마을, 샘골, 낙풍리, 양지마을, 양지말상, 다리목, 낙풍리, 현내리, 구옥계버스정류장, 옥계면사무소, 옥계현내시장                                                                                  | 왕복 5회   | 20분 소요                    |
| 964       | 옥계현내시장   | ↔        | 금진리         | 옥계현내시장, 옥계면사무소, 농협주유소, 현내리, 낙풍리, 영동정미소, 금진초교, 금진해변, 금진2리1, 금진, 금진항(회차), 금진리, 금진2리1, 금진2리, 금진초교, 영동정미소, 낙풍리, 현내리, 구옥계버스정류장, 옥계면사무소, 옥계현내시장 | 왕복 4.5회 | 20분 소요                    |

### 통학
| 노선 번호 | 운행구간     | 운행구간 | 운행구간   | 경유지 | 운행 횟수       | 비고      |
| --------- | ------------ | -------- | ---------- | --- | --------------- | --------- |
| 통학2     | 공단         | →        | 문성고     | 성덕동주민센터→입암4주공아파트→원마트→입암6주공아파트→어울림아파트→입암현대아파트→성덕초교→월드컵교→강릉여고정문→강릉소방서→강릉역→(구)터미널→교동철교→교동사거리→강릉제일고→강일여고입구→강일여고정문→교동현대2차아파트→구름다리→교1동주민센터→서부지구대→솔올지구풋살경기장 | 1회 평일만 운행 | 30분 소요 |
| 통학3     | 우미린아파트 | →        | 강릉고정문 | 우미린아파트→주길→우편집중국→분수공원→구름다리→주공3차A→현대하이빌A→주공1차A→주공2차아파트→율곡중정문→e편한세상A→하슬라중→동명중→경포고→강릉고정문 | 1회 평일만 운행 | 30분 소요 |